# Dichonia aeruginea
Dichonia aeruginea là một loài bướm đêm trong họ Noctuidae.